# HC Thurgau
HC Thurgau (celým názvem: Hockey Club Thurgau) je švýcarský klub ledního hokeje, který sídlí ve městě Weinfelden v kantonu Thurgau. Založen byl v roce 1989 po fúzi klubů EHC Frauenfeld a EHC Weinfelden. V roce 1994 byl do klubu sloučen EHC Kreuzlingen. Touto fúzí byl dokončen projekt profesionálního klubu v kantonu Thurgau. Všechny sloučené kluby i přes fúze vykazují vlastní činnost v nižších soutěžích. Od sezóny 2017/18 působí v Swiss League, druhé švýcarské nejvyšší soutěži ledního hokeje. Klubové barvy jsou zelená, bílá a žlutá.
Své domácí zápasy odehrává v Eishalle Güttingersreuti s kapacitou 3 100 diváků.

## Historické názvy
Zdroj:
- 1989 – HC Thurgau (Hockey Club Thurgau)
- 2014 – Hockey Thurgau
- 2017 – HC Thurgau (Hockey Club Thurgau)

## Hokejisté Československa / Česka a Slovenska v dresu HC Thurgau
| Hráč            | Sezona    | Národnost             |
| --------------- | --------- | --------------------- |
| Robert Slehofer | 1993/1997 | Švýcarsko · Česko     |
| Patrick Kučera  | 2000/2001 | Slovensko · Švýcarsko |
| René Pucher     | 2001/2002 | Česko                 |
| Pavel Brendl    | 2004/2005 | Česko                 |
| Jiří Hubáček    | 2007/2008 | Česko                 |
| Marek Indra     | 2011      | Česko                 |

## Přehled ligové účasti
Zdroj:
- 1989–1992: 1. Liga (3. ligová úroveň ve Švýcarsku)
- 1992–2005: National League B (2. ligová úroveň ve Švýcarsku)
- 2005–2006: 1. Liga (3. ligová úroveň ve Švýcarsku)
- 2006–2017: National League B (2. ligová úroveň ve Švýcarsku)
- 2017– : Swiss League (2. ligová úroveň ve Švýcarsku)